# Вілліс Лемб
Ві́лліс Ю́джин Лемб (англ. Willis Eugene Lamb); 12 липня 1913, Лос-Анджелес, США — 15 травня 2008, Тусон, Аризона) — американський фізик, лауреат Нобелівської премії з фізики (1955). Половина премії «за відкриття, пов'язані з тонкою структурою спектру водню».

## Біографія
Вілліс Юджин Лемб молодший народився в сім'ї телефонного техніка Вілліса Юджина Лемба і його дружини Марії Гелен Меткалф. У 1930 р. приступає до вивчення фізики в Каліфорнійському університеті в Берклі. Закінчує університет в 1934 р. зі ступенем бакалавра. У 1938 р., під керівництвом Роберта Оппенгеймера, захищає дисертацію на тему електромагнітні властивості ядерних систем. Після захисту працює в Колумбійському університеті і в 1945 р. стає асистентом професора. У 1947 р. року асоційованим професором і в 1948 р. професором. У 1951 р. переходить в Стенфордський університет в Каліфорнії. У 1954/55 рр. є запрошеним лектором в Гарвардському університеті. З 1956 до 1962 р. стає професором фізики в Оксфордському університеті, а потім в Єльському університеті в Нью-Гейвені. Після 1974 р. Лемб є професором в університеті Аризони.
У 1939 р. Лемб одружується на німецькій студентці Урсулі Шефер.

## Досягнення
Лемб займався взаємодією нейтронів з матерією, теорією поля атомного ядра, теорією бета-розпаду, космічним випромінюванням, народженням пар частинка-античастинка, явищем впорядковування, квадрупольними ефектами в молекулах, діамагнітними поправками в експериментах з ядерного резонансу. Крім того він брав участь в розробці і побудові теорії магнетрона, теорією мікрохвильової спектроскопії, вивченню тонкої структури спектрів водню, дейтерію і гелію, а також зсувом рівнів енергії за рахунок електродинамічних ефектів. Ім'ям Лемба названий Лембів зсув.
У 1955 році Лемб отримав половину Нобелівської премії з фізики «за відкриття, пов'язані з тонкою структурою спектру водню». Другу половину премії отримав Полікарп Куш «за точне визначення магнітного моменту електрона».

## Нагороди
- Премія Румфорда, Американська академія мистецтв і наук, 1953
- Нобелівська премія з фізики, 1955

Лемб був членом Національної академії наук США, Міжнародної академії наук і Американського фізичного товариства.
На честь Лемба заснована Премія Вілліса Лемба.